# Xiuladora de les Sangihe
La xiuladora de les Sangihe (Coracornis sanghirensis) és un ocell de la família dels paquicefàlids (Pachycephalidae).

## Hàbitat i distribució
Habita boscos i matolls de les illes Sangihe.